# Die Abenteuer Mark Twains
Die Abenteuer Mark Twains (Originaltitel The Adventures of Mark Twain) ist ein US-amerikanischer Spielfilm, der Leben und Karriere des „Vaters“ von Tom Sawyer und Huckleberry Finn beleuchtet. Die Hauptrolle spielt Fredric March, an seiner Seite agieren Alexis Smith und Donald Crisp.

## Handlung
Am 30. November 1835, in der Nacht, in der der Halleysche Komet über dem Mississippi auftaucht, erblickt in der kleinen Stadt Hannibal im US-Bundesstaat Missouri Samuel Clemens das Licht der Welt. Als Junge spielt Sam mit seinen Freunden Tom Sawyer und Huckleberry Finn und dem schwarzen Sklavenjungen Jim am Ufer des Mississippi. Sam liebt den Fluss und die vorüberfahrenden Dampfschiffe. Die Jungen hecken gemeinsam so manchen Streich aus. Auf Wunsch seiner Mutter arbeitet Sam als Jugendlicher als Setzerlehrling, läuft aber nach einiger Zeit weg und heuert auf einem der Riverboats an, wo er es nach einigen Jahren bis zum Lotsen auf einem Mississippi-Dampfer bringt. Als ein Taschendieb eines Nachts den aristokratischen jungen Charles Langdon berauben will, hilft Clemens ihm, und die beiden werden Freunde.
Charles trägt ein Miniaturbild seiner Schwester Olivia bei sich, von dem Samuel hingerissen ist. Er verkündet, dass er diese Frau heiraten wolle. Um seinem Ziel näher zu kommen, beendet Sam seine Arbeit auf dem Schiff und zieht mit seinem Freund Steve Gillis in den Westen, um sein Glück in den Goldminen zu versuchen. Es wird ein abenteuerliches Leben für beide. Bei einem Wettbewerb, welcher Frosch am weitesten springen kann, glauben sie sich schon am Ziel, als ihr Frosch den Wettbewerb gewinnt. Jedoch hat Sam das gesamte Geld auf den bisher siegreichen Frosch gesetzt, nicht ahnend, dass Steve den „Champion“ heimlich mit Schrotkörnern gefüttert hat, so dass dem Frosch kaum ein Sprung gelingt.
Etwas später verdingt sich Sam als Reporter bei einer kleinen Wildwest-Zeitung und schreibt dort Artikel, die viel Aufsehen erregen. Seine erste Geschichte handelt dann auch von dem Wettkampf zwischen den Fröschen, hier benutzt er erstmals das Pseudonym Mark Twain, den Ruf („Zwei Faden“), mit dem sicheres Fahrwasser angekündigt wird und der sich ihm auf dem Mississippi unauslöschlich eingebrannt hat.
Als der Bürgerkrieg ausbricht, kehrt Clemens auf den Mississippi zurück. Hier wird er von dem New Yorker J. P. Pond, der schon lange nach ihm gesucht hatte, gefunden. Sams Geschichte, die auch in den Zeitungen des Ostens veröffentlicht wurde, ohne dass Sam davon wusste, hat inzwischen weitere Kreise gezogen, so dass ein renommierter Verlag ihm einen Vertrag anbietet. Sam geht nun auf Vortragsreise, die äußerst erfolgreich verläuft. Auf einem dieser Vorträge entdeckt er seinen Freund Charles Langdon zusammen mit seiner Schwester Olivia, gerufen Livy, im Publikum. Obwohl nach seinem Vortrag viele berühmte und einflussreiche Menschen mit Sam sprechen wollen, hat er nur Augen für Livy. Als die Geschwister Sam zu sich nach Hause einladen, wird der junge Mann von deren Vater, dem Bankier Jervis Langdon, nicht gerade freundlich empfangen. Sam gibt jedoch nicht auf, und es kommt zu einer Verlobung zwischen ihm und Olivia. Auch Jervis Langdon gibt seinen Widerstand auf und kauft dem jungen Paar sogar ein seinem eigenen Haus nahe gelegenes Haus als Hochzeitsgeschenk.
In der Folgezeit schreibt Sam mehrere sehr erfolgreiche humoristische Bücher, die ihm neben Ruhm auch finanzielle Unabhängigkeit bringen. Als der kleine Sohn des Paares stirbt, ist Sam untröstlich und kann nicht mehr schreiben. Erst Olivia kann ihn dazu bringen, wieder mit dem Schreiben anzufangen, indem sie meint, er solle die Geschichte seines geliebten Mississippi doch einfach für seinen Sohn aufschreiben, so als würde er sie ihm erzählen. So entsteht das Buch Die Abenteuer des Tom Sawyer. Bei einem Abendessen zu Ehren des Dichters John Greenleaf Whittier redet Sam sich fast um Kopf und Kragen, schreibt aber bald darauf seine Geschichte über Huckleberry Finn.
Sam hängt dem Traum nach, ein „ernsthaftes Buch“ zu verfassen, muss aber aufgrund seines leichtfertigen Umganges mit Geld immer wieder „humorvolle“ Geschichten schreiben, da er das verdiente Geld so schnell ausgibt, wie er es eingenommen hat. Schließlich geht sogar sein eigener Verlag bankrott, als Sam die Memoiren von Ulysses S. Grant veröffentlicht und alle Gewinne aus dem Werk Grants Witwe zukommen lässt. Um für seine Schulden einzustehen, geht der inzwischen alte Mann auf eine weltweite Vortragsreise. Seine drei Töchter und seine kranke Frau bleiben zurück. Sam kann seine Gläubiger befriedigen.
In Florenz sieht er seine Frau wieder. Sie nimmt ihm das Versprechen ab, nach Oxford zu gehen, um die Ehrendoktorwürde entgegenzunehmen schon in der Gewissheit, dass sie selbst nicht mehr an seiner Seite sein kann. Kurz darauf stirbt Olivia. Sam hält sein Versprechen.
An seinem 75. Geburtstag im Jahr 1910 schließt Sam für immer die Augen. Genau wie bei seiner Geburt, wird auch sein Tod vom Strahlen des Halleyschen Kometen begleitet.

## Hintergrund
Gedreht wurde vom 7. Juli 1942 bis in den September 1942 hinein im Bronson Canyon im Griffith Park in Los Angeles in den USA sowie in den Warner Bros.-Burbank Studios in Burbank in Kalifornien. Einige Szenen entstanden vor Ort in Sacramento.
In den USA hatte der Film am 3. Mai 1944 Premiere, allgemein in den Kinos lief er am 22. Juli 1944 an. In Deutschland war er erstmals am 1. Juni 1947 auf der Kinoleinwand, in Österreich am 13. Juni 1947. In Deutschland lief er teils auch unter dem Titel Mark Twains Abenteuer.
Der Produzent Jesse L. Lasky kämpfte nach seiner Verfilmung von Sergeant York mehr als ein Jahr darum, die Biografie von Mark Twain verfilmen zu können. Irving Rapper stimmte erst zu, als er erfuhr, dass sein Freund Frederic March die erste Wahl für die Hauptrolle war. Twains damals einzig noch lebende Tochter Clara war es, die March für diese Rolle vorschlug. Nur dann wollte sie bei der Umsetzung helfen. Trotzdem war March voller Zweifel. Vor allem die Darstellung als „älterer Mann“ machte ihm Sorgen. Er verbrachte viel Zeit mit der Maskenbildnerin, um ein Make-up für die verschiedenen Altersstufen zu entwickeln. Da sich Twains Nase im Laufe der Zeit zu verändern schien, wurden allein dafür drei verschiedene Nasen für drei verschiedene Altersstufen geschaffen. March investierte auch viel Arbeit in die Auseinandersetzung mit Twains Werk sowie ins Studium seiner Gestik und Mimik und seiner Art, zu sprechen. Das Studio hatte eine 72-seitige Bibliografie zusammengestellt und über 2000 Fotos gesammelt und legte March noch weitere Unterlagen zur Sichtung vor.
Erst sollte Olivia de Havilland die Rolle der Olivia spielen, wurde dann aber in dem Film Der Pilot und die Prinzessin eingesetzt und durch Alexis Smith ersetzt.
Peter Lawford, der im Abspann nicht erwähnt wird, hat eine kleine Rolle in dem Film.

### Historischer Bezug
Samuel Clemens wurde am 30. November 1835 geboren. Wie im Film war der Halleysche Komet tatsächlich sichtbar, und er starb auch, wie im Film gezeigt, im Jahr 1910 fast auf den Tag genau nach seiner erneuten Sichtung. Allerdings wurde er nicht in Hannibal, sondern in Florida geboren. Nach Hannibal zog er erst mit vier Jahren und blieb dort bis zu seinem 18. Lebensjahr. Sein Vater starb, als er elf Jahre alt war, woraufhin er eine Ausbildung zum Schriftsetzer bei der Zeitung Missouri Courier begann. Tatsächlich war er auch längere Zeit Steuermann auf dem Mississippi. 1865 wurde seine Geschichte Jim Smiley and His Jumping Frog (Der berühmte Springfrosch von Calaveras) veröffentlicht, ein erster größerer Erfolg. 1870 heiratete er Olivia Langdon (1845–1904). Die junge Frau war seit ihrem 16. Lebensjahr durch einen Sturz auf dem Eis zum Teil gelähmt, erholte sich aber langsam kraft ihrer Willensstärke und Twains Pflege wieder. Das erste Kind der beiden, der Sohn Clemens, kam als Frühgeburt zur Welt und starb zwei Jahre später. 1872 wurde die Tochter Susy geboren. Drei seiner vier Kinder, ebenso wie seine Frau Olivia, starben vor ihm. Nur seine Tochter Clara (1874–1962) überlebte ihn. Seinen größten wirtschaftlichen Erfolg hatte Mark Twain tatsächlich mit der Biografie des Bürgerkriegshelden Ulysses S. Grant. 1894 wurde ihm seine Beteiligung an der Druckerei und dem Verlagshaus Charles L. Webster & Co. zum finanziellen Verhängnis. Als man dort in eine fehlerhafte Setzmaschine investierte, zog das auch seinen Bankrott nach sich. Um seine Finanzen wieder in Ordnung zu bringen, begab er sich dann auf eine weltweite Tournee, um aus seinen Werken zu lesen. 1901 erhielt Mark Twain von der Yale University die Ehrendoktorwürde. Sein Werk hat Einfluss auf die amerikanische Literatur genommen und viele Literaten beeinflusst. „Die gesamte moderne US-Literatur“, rühmte Ernest Hemingway, „gehe auf Mark Twains Huckleberry Finn zurück.“

## Synchronisation
Es existieren zwei deutsche Synchronfassungen. Der Film wurde erstmals 1949 bei Motion Picture Export Association unter der Synchronregie von Josef Wolf, nach einem Dialogbuch von Bertha Gunderloh, Ton Hans Grimm, synchronisiert.
| Rolle                       | Darsteller      | 1. Synchro         | 2. Synchro       |
| --------------------------- | --------------- | ------------------ | ---------------- |
| Samuel Clemens / Mark Twain | Fredric March   | Adolf Gondrell     | Joachim Kerzel   |
| Olivia Langdon-Clemens      | Alexis Smith    | Angela Salloker    | ?                |
| J. P. Pond                  | Donald Crisp    | Anton Reimer       | Hans Nitschke    |
| Steve Gillis                | Alan Hale       | Bum Krüger         | Jürgen Kluckert  |
| Bret Harte                  | John Carradine  | Ulrich Folkmar     | Thomas Petruo    |
| Charles Langdon             | William Henry   | John Pauls-Harding | Johannes Berenz  |
| Jervis Langdon              | Walter Hampden  | Otto Wernicke      | Werner Ehrlicher |
| Billings                    | Percy Kildbride | Bruno Hübner       | ?                |

## Kritiken
Das Lexikon des internationalen Films meinte, dass „die abenteuerliche Lebensgeschichte des großen amerikanischen Erzählers, ausführlich geschildert und ohne dramatische Höhepunkte, aber von einem guten Hauptdarsteller getragen [werde].“ Die Fernsehzeitschrift prisma urteilte, dass „die große Hollywood-Biographie in erster Linie ein Schauspielerfilm, ganz zugeschnitten auf Frederic March [sei]. Die Fakten sollten nicht immer für bare Münze genommen werden, doch das Schwergewicht lieg[e] eh auf gefälliger Unterhaltung. Immerhin [sei] der Film 1945 für drei Oscars nominiert [gewesen].“ Classic Film Guide meinte, dass es sich um eine überdurchschnittliche fiktive Biographie des berühmten Autors und Humoristen [handele] von seinen bescheidenen Anfängen in Hannibal, Missouri zu seiner letzten, weltweiten Vortragsreise. Die Geschichte spiele in vier Segmenten, von denen jedes Segment einen wichtigen Lebensabschnitt aus Samuel Clemens alias Mark Twains Leben erzähle und viele seiner zahlreichen berühmten Bonmots enthalte. Bosley Crowther von der The New York Times meinte sinngemäß, dass der Film statt das Leben des großen amerikanischen Humoristen zu zeigen, vielmehr eine lückenhafte und oft ungenaue Chronik bestimmter Ereignisse aufzeige. Der Film sei eine Aneinanderreihung von episodischen Fetzen, der zeige wie ein Genie Reden und Bücher schrieb ohne die nachhaltige Bedeutung seines Werkes anzureißen. […] Vor allem werde geflissentlich vermieden, die wirklich tiefen und bewegenden Aspekte seines Lebens aufzuzeigen.

## Auszeichnungen
Auf der Oscarverleihung 1945 war der Film in drei Kategorien nominiert:
- „Bestes Szenenbild in einem Schwarzweißfilm“. Die Nominierten waren John Hughes und Fred M. MacLean. Es gewannen Cedric Gibbons, William Ferrari, Edwin B. Willis und Paul Huldschinsky mit dem Film Das Haus der Lady Alquist (Gaslight).
- „Beste visuelle Effekte“. Nominiert waren Paul Detlefsen, John Crouse und Nathan Levinson. Es gewannen A. Arnold Gillespie, Donald Jahraus, Warren Newcombe und Douglas Shearer mit dem Film Dreißig Sekunden über Tokio (Thirty Seconds Over Tokyo).
- „Beste Filmmusik in einem Drama oder einer Komödie“. Nominiert war Max Steiner, der den Oscar auch gewann, allerdings nicht für Die Abenteuer Mark Twains, sondern das Filmdrama Als du Abschied nahmst (Since You Went Away).